# Erketu
 Erketu  ist eine Gattung sauropoder Dinosaurier aus der Gruppe der Titanosauriformes, der während der späten Unterkreide im Gebiet der heutigen Mongolei lebte.
Diese Gattung ist durch einen selbst für Sauropoden äußerst langen Hals charakterisiert. Erketu war ein mittelgroßer Sauropode, da jedoch bisher lediglich ein fragmentarisches Skelett bekannt ist, kann keine genaue Größenangabe gemacht werden. Erketu wurde mit der einzigen bekannten Art (Typusart) Erketu ellisoni im Jahr 2006 von Daniel Ksepka und Mark Norell wissenschaftlich beschrieben.
Der Gattungsname Erketu spielt auf Erketü Tengri an, einem Gott des Tengrismus, während das Artepitheth ellisoni Mick Ellison aufgrund seiner Beiträge zur Dinosaurier-Forschung des American Museum of Natural History ehrt.

## Fund und Fundlokalität
Der bisher einzige Fund dieses Tieres wurde im Jahr 2002 von einer Expedition des American Museum of Natural History und der Mongolian Academy of Sciences in Dorno-Gobi-Aimag, einem Aimag (Verwaltungseinheit) im Südosten der Mongolei, gemacht. Die Expedition fand einige Wirbel an der Oberfläche, der Boden unmittelbar davor barg den vorderen Halsabschnitt im anatomischen Verbund (artikuliert). Weiter konnte der untere Abschnitt des rechten Beins – Schienbein (Tibia), Wadenbein (Fibula) und Sprungbein (Astragalus) – artikuliert geborgen werden. Darüber hinaus wurden ein Fersenbein (Calcaneus) und das rechte Brustbein (Sternum) gefunden. Jedoch blieb die flächendeckende Suche nach dem Schädel erfolglos, obwohl der Atlas, der erste Halswirbel, vollständig erhalten ist. Der Fund eines Sauropodenschädels ist generell eine große Seltenheit, da der Schädel nur schwach mit dem Hals verbunden war und, da nur von geringer Größe, oft nicht beim übrigen Körper blieb.
Als das Forscherteam in der nachfolgenden Zeit die Fundstelle erneut aufsuchte, entdeckte es weitere drei Halswirbel im anatomischen Verbund, die zum selben Exemplar gehörten. Diese Wirbel wurden 2010 von Ksepka und Norell beschrieben.
Die von der 2002 erfolgten Expedition neu entdeckte Fundlokalität Bor Guvé war wohl zu Zeiten der Ablagerungen ein Überschwemmungsgebiet. Unter den weiteren Funden dieser Lokalität sind die Überreste von Sauropoden und Schildkröten sowie von Theropoden – es ist ein großer Fleischfresser mit der Größe eines Allosaurus sowie ein Vertreter der Maniraptora bekannt, der etwas größer als Deinonychus war. Des Weiteren wurden fossile Früchte entdeckt. Das Alter der Schicht wird auf die späte Unterkreide geschätzt – eine genauere Zeitangabe ist jedoch nicht möglich, da passendes Material für eine radiometrische Datierung fehlt.
Aus der Mongolei stammende Sauropodenfossilien sind selten und meistens sehr fragmentarisch. Der Fund von Erketu bildet – zusammen mit dem Fund von Opisthocoelicaudia, einem Schädel von Nemegtosaurus sowie von Quaesitosaurus – die einzige Ausnahme.

## Beschreibung
Verglichen mit anderen Sauropoden war Erketu insgesamt zwar lang, jedoch nicht sehr schwer. Ob der durch stark verlängerte Halswirbel sehr lange Hals im Verhältnis zur Körpergröße länger war als der anderer extrem langhalsiger Gattungen wie Mamenchisaurus, kann jedoch nicht gesagt werden, da die Gesamtanzahl der Wirbel nicht bekannt ist.
Die Halswirbel sind höher als breit und zur Gewichtseinsparung deutlich opisthocoel, d. h. die Wirbelzentren sind auf der Vorderseite gerade und auf der Rückseite konkav. Eine weitere große Mulde befindet sich jeweils seitlich an den Zentren. Ein CT-Scan der Wirbel zeigt, dass große Teile des Zentrums mit evtl. luftgefüllten Kammern ausgefüllt waren, wobei wenig mehr als ein Wirbelgerüst übrig blieb. Ab dem vierten Halswirbel fanden sich nach oben gerichtete, gegabelte Wirbelfortsätze.
Das auffälligste Merkmal der Halswirbel ist jedoch ihre starke Verlängerung. Der sog. elongation index (Ei, nach Wedel et al., 2000), der Quotient aus der Länge der Wirbelbasis und der Höhe des Kondylus, der zum Vergleich der Wirbellänge mit anderen Sauropoden verwendet wird, ist bei Erketu größer als bei jedem anderen Sauropoden, von dem entsprechendes Material bekannt ist. Ein direkter Vergleich mit den sehr langhalsigen Sauropoden Omeisaurus und Sauroposeidon, welche ebenfalls sehr lange Halswirbel aufweisen, ist jedoch schwierig, da gutes Material fehlt.
Deutlich verlängerte Halswirbel oder eine erhöhte Anzahl von Halswirbeln zur Verlängerung des Halses finden sich bei vielen Sauropoden. Brachiosaurus hatte beispielsweise nur 13 Halswirbel, die jedoch deutlich verlängert waren, während Euhelopus 17 Halswirbel hatte, die jedoch nicht verlängert waren.

## Systematik
Erketu wird von Ksepka und Norell (2006) innerhalb der Somphospondyli (Wilson und Sereno, 1998), jedoch außerhalb der Titanosauria eingeordnet, da einige für die Titanosauria spezifische Merkmale fehlen. Dabei bildet er ein Schwestertaxon zu Euhelopus und den Titanosauria. In einer jüngeren kladistischen Analyse sehen Ksepka und Norell (2010) Erketu als Schwestergattung von Qiaowanlong, einem kürzlich aus China beschriebenen Sauropoden. Beide Gattungen zeigen gegabelte Dornfortsätze der Halswirbel, ein Merkmal, das sich bei anderen Gattungen nicht findet. Qiaowanlong und Erketu waren laut dieser Analyse näher mit den Titanosauria verwandt als Euhelopus.
Die möglichen Verwandtschaftsbeziehungen werden in folgendem Kladogramm dargestellt (vereinfacht nach Ksepka und Norell, 2010):
|  | \| \| Erketu \| \| \| \| \| \| Qiaowanlong \| \| \| \| |
|  |                                                        |
|  | Titanosauria                                           |
|  |                                                        |
|  | Erketu                                                 |
|  |                                                        |
|  | Qiaowanlong                                            |
|  |                                                        |

|  | Erketu      |
|  |             |
|  | Qiaowanlong |
|  |             |

|  | \| \| Erketu \| \| \| \| \| \| Qiaowanlong \| \| \| \| |
|  |                                                        |
|  | Titanosauria                                           |
|  |                                                        |
|  | Erketu                                                 |
|  |                                                        |
|  | Qiaowanlong                                            |
|  |                                                        |

|  | Erketu      |
|  |             |
|  | Qiaowanlong |
|  |             |

|  | \| \| Erketu \| \| \| \| \| \| Qiaowanlong \| \| \| \| |
|  |                                                        |
|  | Titanosauria                                           |
|  |                                                        |
|  | Erketu                                                 |
|  |                                                        |
|  | Qiaowanlong                                            |
|  |                                                        |

|  | Erketu      |
|  |             |
|  | Qiaowanlong |
|  |             |

|  | \| \| Erketu \| \| \| \| \| \| Qiaowanlong \| \| \| \| |
|  |                                                        |
|  | Titanosauria                                           |
|  |                                                        |
|  | Erketu                                                 |
|  |                                                        |
|  | Qiaowanlong                                            |
|  |                                                        |

|  | Erketu      |
|  |             |
|  | Qiaowanlong |
|  |             |